# Heligmomerus
Genre
Heligmomerus est un genre d'araignées mygalomorphes de la famille des Idiopidae.

## Distribution
Les espèces de ce genre se rencontrent en Asie du Sud, en Afrique australe et en Afrique de l'Est.

## Liste des espèces
Selon World Spider Catalog (version 26, 11/06/2025) :
- Heligmomerus astutus (Hewitt, 1915)
- Heligmomerus australis Khandekar, Thackeray, Pawar, Waghe & Gangalmale, 2025
- Heligmomerus barkudensis (Gravely, 1921)
- Heligmomerus biharicus (Gravely, 1915)
- Heligmomerus caffer Purcell, 1903
- Heligmomerus carsoni Pocock, 1897
- Heligmomerus deserti Pocock, 1901
- Heligmomerus garoensis (Tikader, 1977)
- Heligmomerus jagadishchandra Das, Pratihar, Khatun & Diksha, 2022
- Heligmomerus jeanneli Berland, 1914
- Heligmomerus maximus Sanap & Mirza, 2015
- Heligmomerus prostans Simon, 1892
- Heligmomerus somalicus Pocock, 1896
- Heligmomerus taprobanicus Simon, 1892
- Heligmomerus wii Siliwal, Hippargi, Yadav & Kumar, 2020

## Systématique et taxinomie
Ce genre a été décrit par Simon en 1892 dans les Aviculariidae. Il est placé dans les Idiopidae par Raven en 1985.

## Publication originale
- Simon, 1892 : Histoire naturelle des araignées. Paris, vol. 1, p. 1-256 (texte intégral).